# Dassault MD 315 Flamant

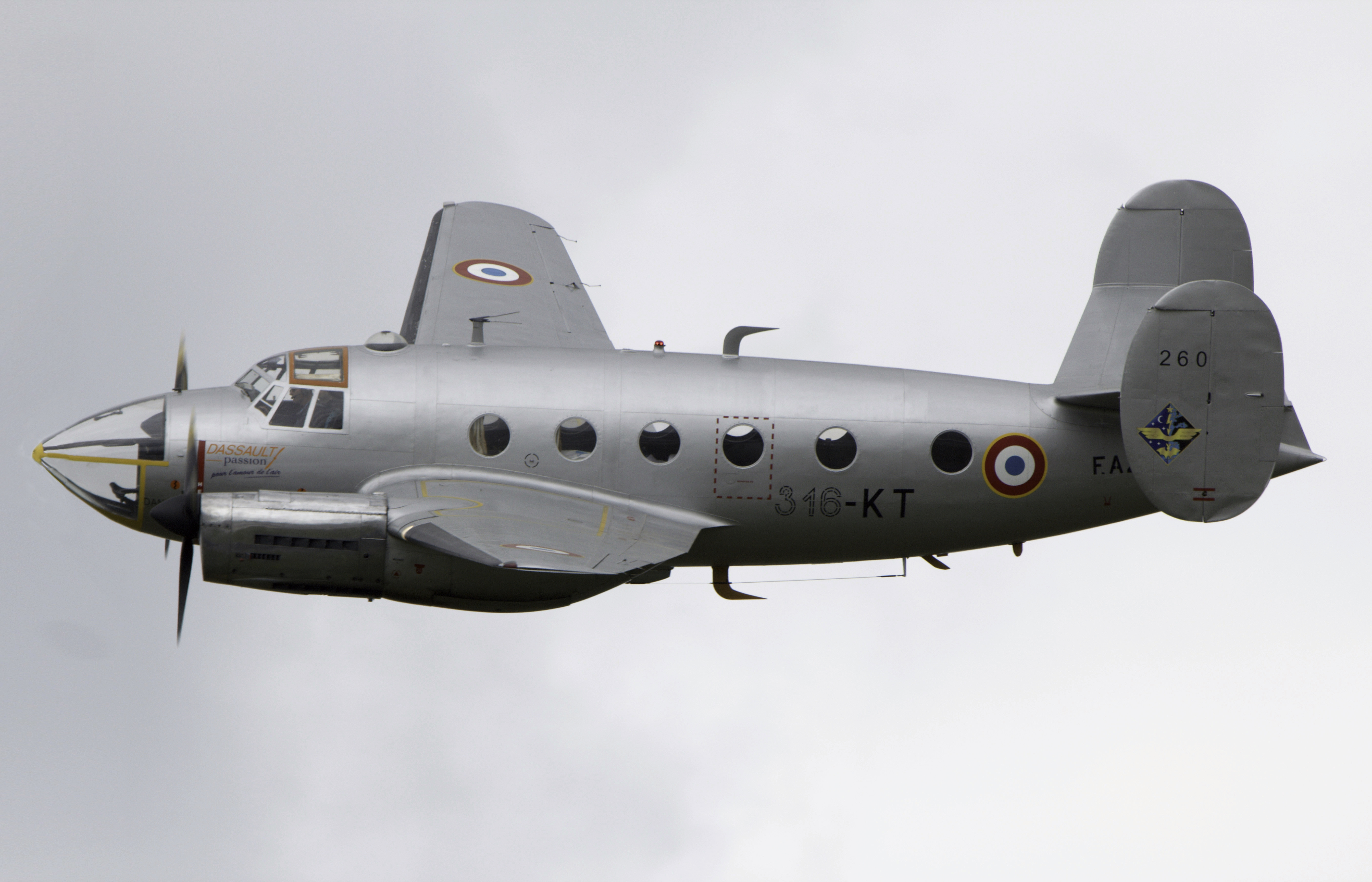
MD 311 met glazen neus

De Dassault MD 315 Flamant was een Frans licht militair transportvliegtuig dat kort na de Tweede Wereldoorlog in serieproductie ging.

## Ontstaan
In 1946 ontwierp Dassault de MB 303 naar aanleiding van een vraag van de Franse luchtmacht voor een licht verbindingsvliegtuig voor gebruik in de overzeese gebieden. Die was gebaseerd op de Marcel Bloch MB 30, waarvoor de basis reeds gelegd was onder de bezetting. Een versie voor de training van bommenwerperbemanningen en navigatie werd aangeduid als MB 301 (de "MB" stond nog voor "Marcel Bloch"; later werd dat "MD" voor "Marcel Dassault"). Het prototype van de MB 303 vloog voor het eerst op 10 februari 1947. De motoren die de Franse luchtmacht voorschreef, twee Lorraine Béarn-motoren, bleken echter niet krachtig genoeg. Het MB 303-project werd stopgezet en vervangen door de MD 315 Flamant, een versie die Dassault op eigen kosten had ontwikkeld maar nu met Snecma 12 S Argus motoren. Daarmee sleepte hij het contract van de Franse luchtmacht in de wacht, ten nadele van de concurrentie (de SNCASO SO.94 Corse en de NC 701 Martinet, de Franse versie van de Siebel Si 204).

## Versies
Dassault bouwde drie versies van de Flamant:
- De MD 311 als opleidingstoestel voor bommenwerpersbemanningen en navigatie; deze had een glazen neus
- De MD 312 met zes zitplaatsen, als verbindings- en opleidingstoestel
- De MD 315 met tien zitplaatsen, voor gebruik als verbindingsvliegtuig in overzeese gebieden en als luchtambulance.

De eerste vlucht van een MD 315 vond plaats op 6 juli 1947; het type werd in 1948 in dienst genomen. Tot 1953 zijn er in totaal 325 exemplaren van de Flamant gebouwd. Het type werd tot 1981 gebruikt door de Franse luchtmacht. Ook Cambodja, Kameroen, Madagaskar en Tunesië gebruikten Flamants.